# Kačarevo
Kačarevo (izvirno srbsko Качарево) je naselje v Srbiji, ki upravno spada pod Mesto Pančevo; slednja pa je del Južnobanatskega upravnega okraja.

## Demografija
V naselju živi 6084 polnoletnih prebivalcev, pri čemer je njihova povprečna starost 38,8 let (38,1 pri moških in 39,3 pri ženskah). Naselje ima 2411 gospodinjstev, pri čemer je povprečno število članov na gospodinjstvo 3,16.
To naselje je, glede na rezultate popisa iz leta 2002, v glavnem srbsko, a v času zadnjih treh popisov je opazno zmanjšanje števila prebivalcev.
|  |

| Demografija | Demografija     | Demografija     |
| Leto        | Št. prebivalcev | Št. prebivalcev |
| ----------- | --------------- | --------------- |
|             |                 |                 |
|             |                 |                 |
|             |                 |                 |
|             |                 |                 |
| 1948        | 5044            |                 |
| 1953        | 5899            |                 |
| 1961        | 7792            |                 |
| 1971        | 8088            |                 |
| 1981        | 8309            |                 |
| 1991        | 8103            | 7857            |
| 2002        | 8009            | 7624            |
|             |                 |                 |

| Etnična sestava po popisu iz leta 2002 | Etnična sestava po popisu iz leta 2002 | Etnična sestava po popisu iz leta 2002 | Etnična sestava po popisu iz leta 2002 | Etnična sestava po popisu iz leta 2002 |
| -------------------------------------- | -------------------------------------- | -------------------------------------- | -------------------------------------- | -------------------------------------- |
| Srbi                                   | Srbi                                   |                                        | 5.042                                  | 66,13%                                 |
| Makedonci                              | Makedonci                              |                                        | 1.467                                  | 19,24%                                 |
| Jugoslovani                            | Jugoslovani                            |                                        | 322                                    | 4,22%                                  |
| Črnogorci                              | Črnogorci                              |                                        | 100                                    | 1,31%                                  |
| Madžari                                | Madžari                                |                                        | 19                                     | 0,24%                                  |
| Slovaki                                | Slovaki                                |                                        | 18                                     | 0,23%                                  |
| Muslimani                              | Muslimani                              |                                        | 14                                     | 0,18%                                  |
| Hrvati                                 | Hrvati                                 |                                        | 13                                     | 0,17%                                  |
| Nemci                                  | Nemci                                  |                                        | 9                                      | 0,11%                                  |
| Romuni                                 | Romuni                                 |                                        | 4                                      | 0,05%                                  |
| Bolgari                                | Bolgari                                |                                        | 3                                      | 0,03%                                  |
| Čehi                                   | Čehi                                   |                                        | 1                                      | 0,01%                                  |
| Slovenci                               | Slovenci                               |                                        | 1                                      | 0,01%                                  |
| Rusi                                   | Rusi                                   |                                        | 1                                      | 0,01%                                  |
| Bošnjaki                               | Bošnjaki                               |                                        | 1                                      | 0,01%                                  |
| Neznano                                | Neznano                                |                                        | 244                                    | 3,20%                                  |